# Evangelische Kirche Westerenger

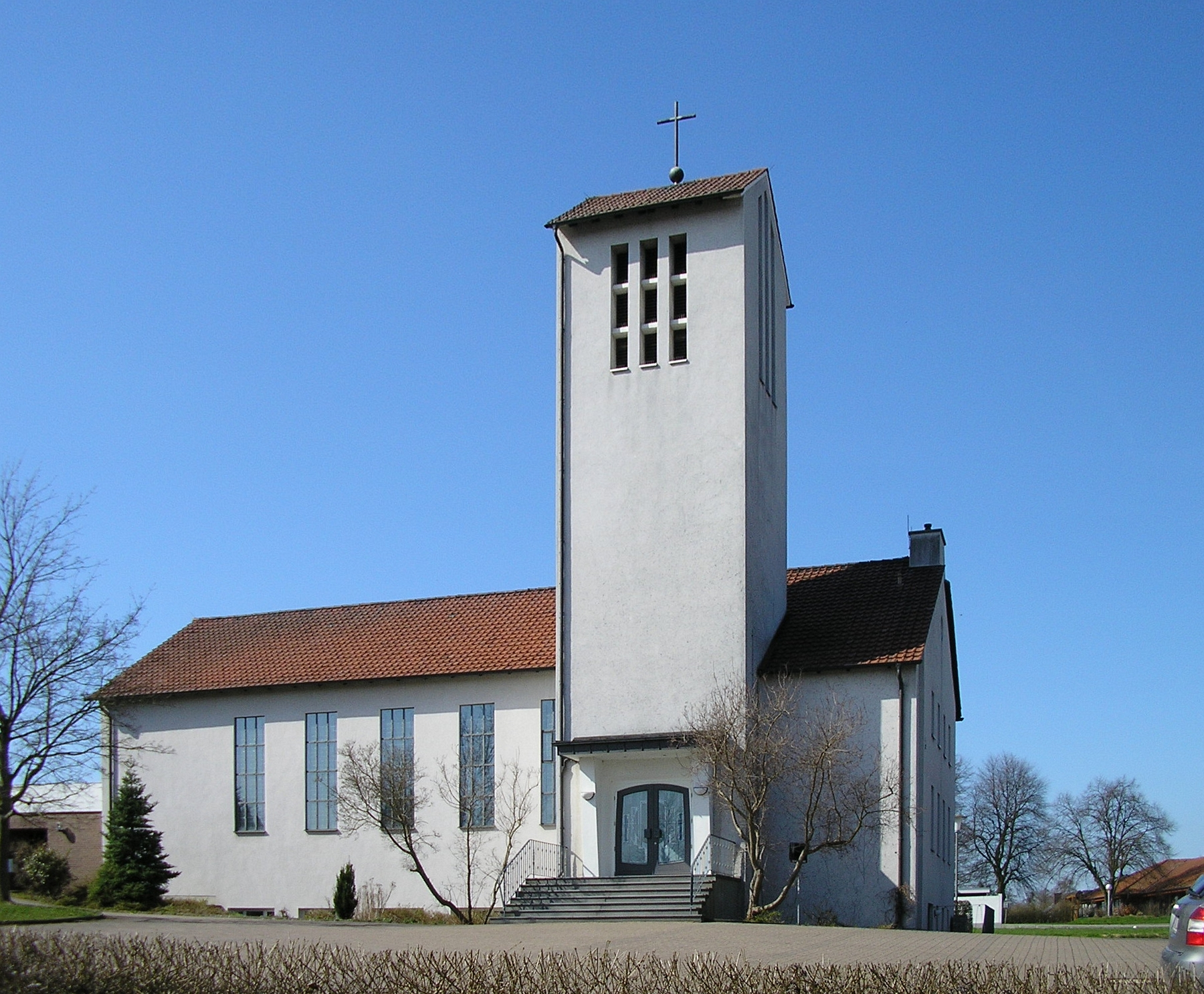
Evangelische Kirche Westerenger

Die Evangelische Kirche Westerenger ist eine von vier Kirchen der Evangelisch-lutherischen Kirchengemeinde Enger. Sie steht im Ortsteil Westerenger der ostwestfälischen Stadt Enger. Südlich der Kirche befindet sich in einem Anbau das Gemeindehaus. Unter der Kirche ist ein Saal, der aber nicht barrierefrei zugänglich ist. Die Adresse der Kirche lautet: Friedhofsallee 5.
Ursprünglich besuchte man den Gottesdienst in der Stiftskirche im Ortsteil Enger. Die Kirche in Westerenger wurde im Jahr 1956 eingeweiht.

## Pfarrer in Westerenger
- ab ?? bis November 1964: Eckhard Jaeger[3][4]
- ab November 1964 bis 1. Juni 1988: Friedrich-Viktor Peter[4][3][5]
- ab 1. Juni 1988 bis ca. 2007: Volker Schmidt[5][6]
- ab 2007 bis Mai 2017: Susanne Böhringer[3][7][8]
- seit Mai 2017: Stephan Horstkotte[8]